# Riesenberghöhle
Die Riesenberghöhle ist eine Kalksteinhöhle im Süntel in Niedersachsen. Sie wurde 1969 von Höhlenforscher Bodo Schillat entdeckt. Sie ist 980 Meter lang. Nach ihr ist das Riesenberg-Höhlensystem benannt, zu dem unter anderem die Schillat-Höhle zählt.